# 格洛克20手槍
格洛克20（Glock 20）是一款由奧地利槍械製造商格洛克（Glock）公司所設計及生產的手枪，是格洛克17的10毫米Auto口徑版本，標凖彈匣為15發。

## 設計
格洛克20是特別針對美國的安全部隊而設計及生產，並在1991年展出。手槍的設計上是從底層向上周圍的10毫米Auto彈匣，同時亦可以發射联邦调查局（FBI）設計的10公釐子彈，以減少初速。
由於威力比格洛克17更強大，因此手槍的尺寸亦略大於格洛克17，大約闊了2.5毫米（0.1英吋）和長了7毫米（0.3英吋）。雖然在許多小部件上可以交換使用（接近50 ％的零部件通用性），但由於主要部件擴大令其不能交換使用。可格洛克20的彈夾卻可以被同口徑的KRISS Vector衝鋒槍使用。
格洛克20經歷了四次修正版本，最新的版本稱為第四代格洛克20（4rd generation Glock 20）。第四代會在套筒上型號位置加上“Gen4”以玆識別。
新推出的格洛克20為了大大提高人機工效，採用了新紋理，握把由粗糙表面改凹陷表面，而握把略為縮小，亦且由過往不能更換改為可以更換握把片（分別是中形和大形，亦可以不裝上握把片直接使用），以調整握把尺寸，更適合不同的手形。套筒內部的復進簧改為雙復進簧式設計，大大降低了後坐力和提高了全槍的壽命。為了適應雙復進簧式設計，套筒下的聚合物槍身前端部分較前一代格洛克20略為加寬。亦會有經改進的彈匣設計，以便左右手皆可以直接按下加大化的彈匣卡榫以更換彈匣，亦可以與舊式彈匣共用，但只可以右手按下彈匣卡榫以更換彈匣。
2009年，格洛克宣布，他們將會提供長度為152毫米（6英寸）的槍管作為一種新的選擇。最終成果就是2015年推出的格洛克40手槍。

## 衍生型

### 格洛克20C
格洛克20C和格洛克20的主要分別是20C裝有槍口補償裝置（Compensated），在槍管頂部開兩個橢圓形的孔以利用射擊時排出氣體抑制槍口方向。

### 格洛克20SF
格洛克20SF（Glock 20 SF）和格洛克20的主要分別是20SF的扳機距離（從握把背部至扳機）縮短了2.5毫米（0.098英寸）和全長（從握把根部）縮短了4毫米（0.16英寸），讓手掌較小的使用者能夠觸及並且操作扳機；並把原本套筒下前方設有的導軌改為MIL-STD-1913戰術導軌，以安裝各種戰術配件。SF意為短底把（Short Frame）。

### 格洛克21
格洛克21（Glock 21）是格洛克20的.45 ACP口徑版本。

### 格洛克40
格洛克40（Glock 40）是格洛克20的比賽型版本。

## 使用國
- - 維多利亞州警察特別行動組（英语：Victoria Police Special Operations Group）
- 丹麦
  - 天狼星雪橇巡邏隊（英语：Sirius Dog Sled Patrol）
- 美国
  - 部份地方警察部門

## 資料來源
1. ↑  Wiley Clapp.  [格洛克20技術資料及評論]. Guns & Ammo. 1990-01. （原始内容存档于2019-07-12） （英语）.
2. ↑  . Reuters. 2009-01-15  [2009-07-24]. （原始内容存档于2009-09-07）.
3. ↑  .   [2009-02-19]. （原始内容存档于2020-11-01）.

## 外部連結
- （英文）—格洛克公司主頁（页面存档备份，存于）
- （英文）—The Firearm Blog.com—
  - Hunting with a Glock （页面存档备份，存于）
  - 250 Meter Shot With 10mm Glock 20 （页面存档备份，存于）
- （英文）—Guns & Ammo.com—A History of the 10mm Auto
- （英文）—Tactical-Life.com—
  - Glocks Galore: The Ultimate Glock Buyer’s Guide （页面存档备份，存于）
  - Perfect 10s: 5 Pistols From Glock’s 10mm Family （页面存档备份，存于）
- （英文）—LipseysGuns.com—GLOCK 20 Gen 4 FDE w/ Cerakote Slide 10mm
- （英文）—Military, Security and Civilian Guns and Equipment—Glock 20 （页面存档备份，存于）
- （简体中文）—D Boy Gun World (GLOCK 20) （页面存档备份，存于）